# Chrysopilus jamaicensis
Chrysopilus jamaicensis är en tvåvingeart som beskrevs av Johnson 1894. Chrysopilus jamaicensis ingår i släktet Chrysopilus och familjen snäppflugor.
Artens utbredningsområde är Jamaica. Inga underarter finns listade i Catalogue of Life.